# Giommaria Uggias
Giommaria Uggias (ur. 29 marca 1961 w Villanova Monteleone) – włoski polityk, prawnik, deputowany do Parlamentu Europejskiego VII kadencji.

## Życiorys
Ukończył studia prawnicze na Uniwersytecie w Sassari, praktykował następnie jako adwokat. W latach 1994–1996 był radnym i burmistrzem miejscowości Olbia. Przez kilka lat należał do partii Margherita.
W wyborach w 2009 z listy partii Włochy Wartości uzyskał mandat posła do Parlamentu Europejskiego VII kadencji. Został członkiem grupy Porozumienia Liberałów i Demokratów na rzecz Europy oraz Komisji Transportu i Turystyki.